# Märkisch Buchholz
Märkisch Buchholz (do 1937 Wendisch Buchholz) – miasto w Niemczech w kraju związkowym Brandenburgia, w powiecie Dahme-Spreewald, wchodzi w skład urzędu Schenkenländchen.

## Geografia
Märkisch Buchholz leży nad rzeką Dahme, na południe od Berlina, na trasie drogi krajowej B179.

## Zobacz też

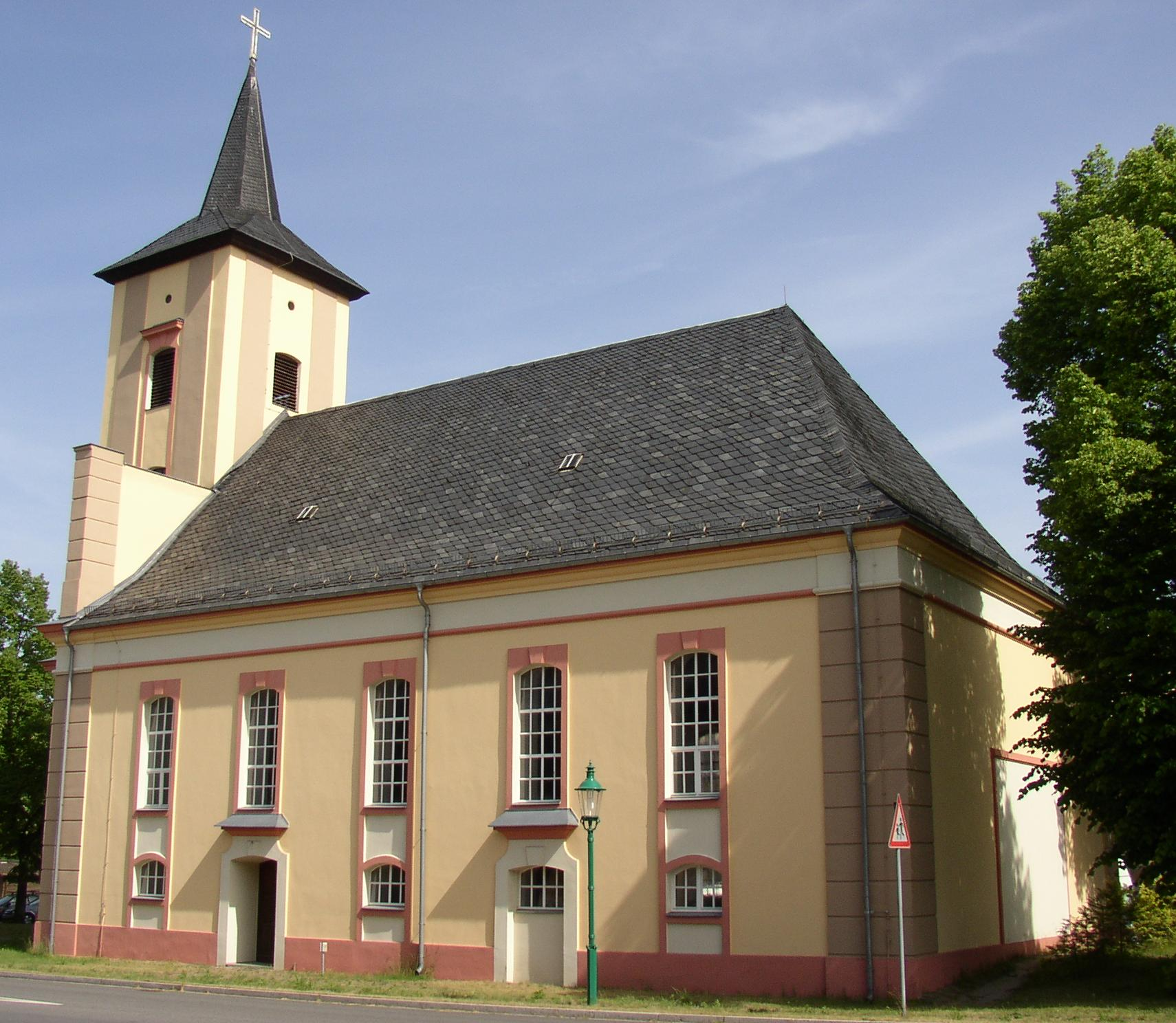
Kościół